# Лив и Ингмар
«Лив и Ингмар» (англ. Liv & Ingmar) — документальный фильм режиссёра Дираджа Аколкара, вышедший на экраны в 2012 году. Лента принимала участие в конкурсной программе Чикагского кинофестиваля.

## Сюжет
Знаменитая норвежская актриса Лив Ульман рассказывает о своих отношениях с великим шведским кинорежиссёром Ингмаром Бергманом: о первой влюблённости, совместной жизни в доме на острове Форё, разладе, обусловленном ревнивостью и тяжёлым характером мастера, расставании и своей недолгой карьере в Голливуде и, наконец, о близкой дружбе в последние годы жизни.
Кроме интервью с Ульман в фильме использованы кадры из фильмов Бергмана и домашних архивов. Читаемый Ульман закадровый текст — отрывки из её автобиографии Changing. Письма Бергмана озвучены актёром Самуэлем Фрёлером.

## Рецензии
- A Filmmaker’s Hold on His Muse // Stephen Holden, NY Times
- Liv & Ingmar: Film Review // The Hollywood Reporter